# 成年人
成年人，即已經發育成熟的人，与未成年人相对应。各个國家和地區，甚至同一地區的不同法律類別（如投票年齡、適婚年齡），法定成年对成年人的定義不同，满足条件的年齡從16歲至21歲不等。心理学上认为，20岁属于成年初期。

## 分級

### 未成年
未成年指仍未成年的人，是一个社会学或者法学的概念。法律上，未成年人即是未滿法定成年年齡的人，當中包括嬰兒、兒童及部分青少年。
在10歲至19歲之間大部份屬於青少年階段。在這階段，青少年在大部份國家都在學習成人的法則。而在10世代的結束前，青少年開始肩負成人法則，學習成為一個成人。與此同時，在世界各地，不少年輕人都在這個階段被賦與各種活動的權利，例如：
- 飲酒、吸菸：大多數地區都有法例規定未滿18歲的人不可以飲用酒精類飲品及吸菸，有些國家規定甚至更嚴格。在日本、冰島、烏克蘭及印度的一些邦則要到了20歲才可以飲酒，美國有些州则限制为21岁。

- 最低合法性交年齡：大多數國家與地區都有法律規定，違背法律可能會遭到禁錮或者罰款。

- 投票權：大部份國家的公民在滿18歲之後即有投票權，台灣[2]和日本曾規定需滿20歲，目前已下調至18歲（台灣選舉權依然為20歲，僅限公民投票放寬）[3][4]。

- 結婚：大部份國家都讓滿18歲的男性及滿16歲的女性在父母同意的前提下結婚。在印度、泰國及菲律賓，不論男女皆要到20歲才可以結婚。在中国，男性则需达到22岁，女性达到20岁才可结婚。

- 駕駛：大部份國家都讓滿16至18歲的國民經過考試合格後，領取駕駛執照合法駕駛車輛。

當成人被用作定语時，也有「未成年人不宜」的意思，例如成人雜誌、成人遊戲，皆是嚴禁未成年人接觸或購買。

### 16岁
16歲這個年齡大約是在10歲至19歲之中，青少年心理發展的一期里程碑。在學業上，他們大多數可能正在經歷或已經歷過公開考試的壓力。
在大韓民國和中華民國，女性的適婚年齡於16歲（修法為18歲）開始，而在香港兩性的適婚年齡都是16歲。對於大多數的國家和地區，與16歲以下的青少年及兒童發生性行為都是刑事罪行。
在歐洲，有部份國家（例如：德國）開始在地方議會選舉中容許達到16歲的年輕人有投票權。在美國，16歲，尤其是女性到達這年齡時，會被稱為「甜蜜16歲」。

### 18岁
人類世界大多數國家及地區的法律訂立18歲為成年標準。因此，一旦當地居民達至18歲，就可以享有各種相應的權利，例如：參政權、結婚等，但同時亦要負起一些義務，例如：軍訓、承擔法律責任等。
年滿十八歲的臺灣男子（2018年起，民國83年（公元1994年）1月1日前出生，可獲豁免），如無正當理由都需要服兵役。
在大韓民國和中華民國，男性的適婚年齡於18歲開始。
由於18歲為大多數國家及地區的成年年齡，因此18禁的作品也常用作指稱一些含有色情、暴力內容而不適合兒童的作品，如十八禁遊戲、十八禁動畫等。

### 19岁
19歲是韓國的成年標準，與一般國家以18歲為標準要遲一年。在英語，19是最後一個以「-teen」結尾的數字，所以19歲亦被認為是青少年階段的完結。

### 20岁
20歲是中華民國和日本對於選舉權等的成年標準。
日本人在每年的1月15日的成人日都會為達到成年階段的人到神社去參加成年儀式。傳統華人亦會稱呼20歲為「弱冠之年」，但這是以虛歲計。

### 21岁
21歲是過往歐美國家的成年標準，在這年齡之後，就可以履行各種相應的權利，並承擔相關的義務。到了第二次世界大戰之後，為加快社會的發展，這些國家都紛紛把成年標準下調至18歲，而到了現在，甚至還有一些國家更進一步提出應把成年標準再下降至16歲。美国各个州法律对成年年龄 (Age Of Majority）的定义不同，从18~21歲不等。如科罗拉多州（Colorado）的成年年龄为21岁。
阿根廷至今還維持著21歲為法定成人標準。
在澳門進入賭場需要年滿21歲。